# Holly McPeak
Holly McPeak, född 15 maj 1969 i Manhattan Beach i Kalifornien, är en amerikansk beachvolleybollspelare.
McPeak blev olympisk bronsmedaljör i beachvolleyboll vid sommarspelen 2004 i Aten.